# Aktiebolaget Gas-Accumulator
AGA Gas AB (früher Aktiebolaget Gas-Accumulator) ist ein schwedisches Unternehmen, das seit 2000 zum Linde-Konzern gehört. Die Aktivitäten von AGA-Österreich wurden 2001 von der Air Liquide Gruppe übernommen.
AGA wurde 1904 gegründet und übernahm eine kleine Fabrik zur Acetylenproduktion in Stockholm. 1912 wurden moderne Fabrikanlagen auf Lidingö gebaut. Im Jahr 1904 stellte AGA den späteren Nobelpreisträger Gustaf Dalén als Chefingenieur an. In den kommenden Jahren entwickelte AGA unter der Leitung Daléns ein Beleuchtungssystem für Leuchttürme (AGA-Fyren), das auf Gas basierte, und neue Gasbehälter (mit Füllmasse Agamassan für Acetylen). Davon ausgehend entwickelte man optische Signalsysteme für das Eisenbahnwesen und den Straßen- und Flugverkehr und später auch akustische Signalsysteme sowie Seefunkfeuer. Dalén entwickelte auch einen Gasherd, den AGA-Herd. AGA war auch einer der wichtigsten Hersteller von Radio- und Fernsehapparaten in Schweden.
Anfang der 1970er Jahre begann man, sich wieder auf den ursprünglichen Kernbereich zu konzentrieren. 1971 wurde der Radio- und Fernsehbereich an Philips verkauft, und 1980 wurde der medizinisch-technische Bereich veräußert. 1980 wurde auch der Maschinenbau- und Instrumentenbaubereich in das neu gegründete Aktienunternehmen Pharos überführt, dessen Aktienanteil zwei Jahre später verkauft wurde.
Heute produziert die AGA Gas AB vor allem Industriegase für unterschiedliche Bereiche (beispielsweise die Lebensmittelbranche, Medizinische Gase, Kältetechnik, Schweißen usw.) und hat 650 Angestellte. Sie hat ihre Fabrikanlagen immer noch auf Lidingö und ihr Hauptbüro in Sundbyberg bei Stockholm.
Der Gashandel von AGA in Österreich wurde 2001 von Air Liquide übernommen.